# Интелект
Интелект (на латински: intellectus – познание, разбиране) е термин, с който се определя човешката способност за разсъждаване, анализ и синтез на информация. Най-общо в разговорния език под интелект се разбира способността на човек да мисли, да възприема и осъзнава дадена информация, както и да си служи с нея. Терминът е централно понятие във философията на ума и гносеологията.
В латинската терминология е с по-тясно значение например от sapientia, ratio (разум), с което се описва висока степен на логическо и абстрактно мислене. Като философски термин е превод на старогръцкото νους – една от основните категории в античната философия, обобщаваща всички смислови и мисловни закономерности, господстващи в микро и макро света.
По-конкретно значение на думата като философско понятие е трудно да се даде, тъй като тя няма единно такова. Самото понятие и определението му са обект на философски спорове и дискусии – различно е разбирането за интелекта при платонизма, в учението на Аристотел, в късната елинистична философия, при схоластиката, в класическата немска философия (Имануел Кант и Георг Хегел) и в по-късните философски школи.
Понятието има голямо значение и в отделни сфери на психологията.
Извън философската терминология, приложението в психологията и употребата във всекидневната реч, думата има редица други вторични конкретни начини на употреба – например изкуствен интелект, коефициент на интелигентност, интелектуалец и интелектуална дейност.
В психологията думата интелект е обобщено понятие за мисловните способности на човек, т.е. способността му да разбира, да умее да се абстрахира, да решава проблеми, прилагайки познанията си, както и да си служи с речта.
В началото на XX век бива установено по безспорен начин, че съществуват и други форми на интелигентност. Така например Едуард Торндайк (1920) предлага разграничаването на три основни типа интелигентност: абстрактна, или понятийна, интелигентност, характеризираща се със способност за използване на вербален и символен материал; практическа интелигентност, която се чувства удобно в конкретното, когато трябва да борави с предмети; накрая, социална интелигентност, която предполага разбирането на хората и способността за диалог с тях. Интелигентността на децата е главно практическа. Тази способност за решаване на конкретни проблеми се среща и при висшите животни. Изследванията на Волфганг Кьолер и на Надежда Ладигина-Котс върху шимпанзета установяват, че висшите маймуни са способни да изработват инструменти (да изправят навита тел, за да избутат лакомство от дълга тясна тръба). Шимпанзето е в състояние да се справи дори с практически тестове, които са по силите на нормално девет-десетгодишно дете (К. Готщат). Интелигентността е най-важният инструмент на адаптацията. В зависимост от наследствения им багаж, миналото и своята среда индивидите имат различна форма и ниво на интелигентност.
Общата психология, Психологията на личността, както и Невропсихологията са дяловете, които предимно изучават интелигентността.
Дефиницията за интелект е: Способността за вземане на адекватни решения в непознати ситуации.

## Психология на личността, диагностика на психиката
Психологията на личността като дисциплина в психологията е извор на голяма част научна и изследавателска дейност. В тази дисциплина интелигентността се разглежда като част от личността. И в този смисъл науката избягва неточностната терминология на ежедневието в лицето на понятия като (умствени способности, схватливост, рационалност, логика и способност за съждение), за да отличи духовните способости на човека, да направи интелигентността измерима и да я разграничи от другите конструкти на психологията (напр. от креативността.
Психометрията или още наречена психодиагностика е приложната област на личностната психология. Основната ѝ задача е да открие количествените разлики в интелектуалното ниво на хората. Около 1900 година думата intelligence (интелигентност) се утвърждава като специален термин в психометрията, а първоначалният импулс идва от английския остров в лицето на двамата учени Луис Леон Търстън и Чарлс Спирмън, които усърдно се занимават с развитието на първите тестове за интелигентност.

## Тест за интелигентност
Тестът за интелигентност е метод за изследване в психологията, който цели да измери когнитивните способности на човека. Съществуват множество тестове за интелигентност, които са специфични за определени групи от хора, както и за определени сфери. Резултат от такъв един тест е така нареченият Коефициент на интелигентност (IQ).
Прието е, че интелигентността на населението е равномерно разпределена по следния начин: средният коефициент на интелигентност е 100, като той може да варира със стандартно отклонение от 15 точки.

### Коефициент на интелигентност
През 1904 за първи път френското правителство разрешава да се направи тест, който да служи за идентифициране на психично болни деца, които не могат да усвояват нормалните учебни занятия както останалите деца.Алфред Бине и Теодор Симон развиват първия IQ-тест.
Те изчисляват IQ като частно на възрастовата интелигентност и възрастта, на която е даденото дете при тестването.
По-късно други психолози въвеждат нов концепт, при който успехът на всеки трябва да отговаря на средната стойност на съответната възрастова група.

## Корелации на интелигентността
Интелигентността е тясно свързана и с редица други променливи. Така например хората с по-високо ниво на интелигентност са по-успешни в училище, в университета или на работното място от тези с по-ниска. Високо интелигентните хора по правило са по-здрави и живеят по-дълго.
Но влиянието на интелигентността върху доходите е отностително ограничено.
Интелигентността е тясно свързана и със заболяванията. Късогледите хора например са с по-високо ниво на интелигентност, но причината е по-скоро от социален аспект. Доказано е, че има връзка и с наследствените болести, но тази връзка отново не е пречка или поне не единствена.
При психичните увреждания, каквото е например шизофренията, е доказано, че може да се появи както при твърде интелигентни, така и при хора с ниска интелигентност, но при средно статистически интелигентните тя е много рядко срещано заболяване.

## Критика към тестовете за интелигентност
Съмнения в точността на този вид тестове поражда фактът, че редовното упражняване в решаването на подобни тестове, води към привикване към тях и постигане на по-добри резултати, които не доказват по-високата интелигентност на тествания.
Друг факт умишлено се пропуска и той е, че в решаването на тестовете с картинки участва основно лявата мозъчна половина, която е „папагала“. Официалните тестове обслужват целенасочения процес на издигане на послушни папагали на „високи“ длъжности, които не биха създавали проблеми на хората със задкулисни високи длъжности.

### Наследство или околна среда?
Множество експерименти с близнаци са доказали, че само наследствеността не е решаваща за интелектуалното ниво на човек, а наравно с нея е и околната среда, в която израства индивидът.

### Спада ли нивото ни на интелигентност с увеличаването на житейската възраст?
До 20-годишна възраст интелектът нараства, около 1 година остава стабилен, след което започва плавно да спада. Но въпреки това не може да се твърди, че човек става по-глупав. Определени способности намаляват с възрастта, други се запазват. Освен това съществува 2 вида интелигентност: кристална и флуидна. Флуидната е тази, която се развива предимно до 20-годишна възраст, а след това постепенно намалява. Свързва се с гъвкавост, свежи решения, поток на речта. А кристалната интелигентност се добива в най-ранна възраст и се изразява в основни познания за това кое е правилно и грешно, как трябва да се държат хората, обноски, както и първични, елементарни методи на човешко поведение. Този тип интелигентност остава константна през целия живот.